# Lijst van beschermd erfgoed in Esneux
Onderstaande tabel geeft een overzicht van de beschermde erfgoederen in de gemeente Esneux. Het beschermd erfgoed maakt deel uit van het cultureel erfgoed in België.
| Object | Bouwjaar/architect | Deelgemeente | Adres                  | Coördinaten                   | Nummer?                | Afbeelding |
| --- | ------------------ | ------------ | ---------------------- | ----------------------------- | ---------------------- | --- |
| Wachttoren van de boerderij van Evieux |                    |              |                        | 50° 31' 28" NB, 5° 34' 16" OL | 62032-CLT-0001-01 Info | Wachttoren van de boerderij van Evieux |
| Twee linden in het bos van Avionpuits |                    |              |                        | 50° 32' 17" NB, 5° 35' 22" OL | 62032-CLT-0002-01 Info | |
| Plateau van Beaumont |                    |              |                        | 50° 32' 15" NB, 5° 34' 7" OL  | 62032-CLT-0004-01 Info | |
| De hellingen van het plateau van Beaumont |                    |              |                        | 50° 32' 14" NB, 5° 33' 33" OL | 62032-CLT-0005-01 Info | |
| Site van het park Mary |                    |              |                        | 50° 31' 27" NB, 5° 32' 41" OL | 62032-CLT-0007-01 Info | |
| Kasteel van La Vaux en park |                    |              |                        | 50° 31' 60" NB, 5° 33' 57" OL | 62032-CLT-0008-01 Info | |
| Ourthe |                    |              |                        | 50° 33' 33" NB, 5° 33' 14" OL | 62032-CLT-0010-01 Info | Ourthe |
| Bosgebied Boubou |                    |              |                        | 50° 33' 1" NB, 5° 35' 37" OL  | 62032-CLT-0011-01 Info | |
| Uitbeiding van de classificatie van het bos met de naam Boubou |                    |              |                        | 50° 32' 53" NB, 5° 35' 35" OL | 62032-CLT-0012-01 Info | |
| Kasteel (gevels en daken) en het park (deel, vier tulpbomen en een beuk) |                    |              |                        | 50° 34' 7" NB, 5° 35' 10" OL  | 62032-CLT-0014-01 Info | |
| Vallei van Chawresse |                    |              |                        | 50° 33' 1" NB, 5° 36' 13" OL  | 62032-CLT-0017-01 Info | |
| Uitbreiding van het ensemble gevormd door de vallei Chawresse en de bossen rondom het monument A. Donnay en het land tussen het bos van Manants en de geklasseerde site Boubou.                                                                                  |                    |              |                        | 50° 33' 6" NB, 5° 35' 30" OL  | 62032-CLT-0018-01 Info | |
| Het bed van de Ourthe en haar oevers, tot het hoogste punt en de paden en routes erlangs en bieden toegang vanaf de brug Neuray van Esneux tot aan de brug van Hony, de uitbreiding van de rue du Centre                                                         |                    |              |                        | 50° 33' 3" NB, 5° 33' 16" OL  | 62032-CLT-0020-01 Info | |
| Rotsen genaamd "La Roche Trouée" en omgeving |                    |              |                        | 50° 31' 58" NB, 5° 34' 4" OL  | 62032-CLT-0021-01 Info | |
| Monument: gevels en daken, begane grond en de trap van het kasteel "Le Fy", ter plaatse geheten "Bois Madame" |                    |              |                        | 50° 31' 59" NB, 5° 34' 15" OL | 62032-CLT-0022-01 Info | |
| Pastorie Saint-Hubert: gevels en daken, aalle aanbouwen uitgesloten, en de muur grenzend aan rue du Mont en het ensemble van de pastorie en diens tuin |                    |              | rue du Mont nº 13      | 50° 32' 3" NB, 5° 34' 10" OL  | 62032-CLT-0023-01 Info | |
| Boerderij: gevels en daken |                    |              | quai des Pêcheurs nº 2 | 50° 32' 51" NB, 5° 35' 25" OL | 62032-CLT-0024-01 Info | |
| Groeven van Montfort |                    |              |                        | 50° 30' 37" NB, 5° 34' 6" OL  | 62032-CLT-0026-01 Info | |
| Huis: straatgevel en totaliteit van het dak, en het interieur: open haard |                    |              | rue du Centre, nº43    | 50° 32' 27" NB, 5° 34' 46" OL | 62032-CLT-0027-01 Info | |
| Gehucht Ham |                    |              |                        | 50° 32' 33" NB, 5° 33' 31" OL | 62032-CLT-0028-01 Info | Gehucht Ham |
| Kasteel van Avionpuits: kasteel, deel van de boerderij en diens bijgebouwen, twee hoektorens naar het park, muur om het park (uitgezonderd gloriette), keermuur van de vijver, ijzerwerk, kasteel, boerderij, bijgebouwen, park, dreef met esdoornen en omgeving |                    |              |                        | 50° 32' 6" NB, 5° 35' 43" OL  | 62032-CLT-0029-01 Info | Kasteel van Avionpuits: kasteel, deel van de boerderij en diens bijgebouwen, twee hoektorens naar het park, muur om het park (uitgezonderd gloriette), keermuur van de vijver, ijzerwerk, kasteel, boerderij, bijgebouwen, park, dreef met esdoornen en omgeving |
| Het plateau van Beaumont |                    |              |                        | 50° 32' 15" NB, 5° 34' 7" OL  | 62032-PEX-0001-01 Info | |
| De hellingen van het plateau van Beaumont |                    |              |                        | 50° 32' 14" NB, 5° 33' 33" OL | 62032-PEX-0002-01 Info | |
| Het bed van de Ourthe en haar oevers, tot het hoogste punt en de paden en routes erlangs en bieden toegang vanaf de brug Neuray van Esneux tot aan de brug van Hony                                                                                              |                    |              |                        | 50° 33' 3" NB, 5° 33' 16" OL  | 62032-PEX-0003-01 Info | |
| Het gehucht Ham |                    |              |                        | 50° 32' 31" NB, 5° 33' 35" OL | 62032-PEX-0004-01 Info | |